# Ken Levine (creador de videojocs)
Kenneth M. Levine (1 de setembre del 1966) és un creador de videojocs estatunidenc. És el director creatiu i cofundador de Ghost Story Games (anteriorment coneguda com a Irrational Games). A més d'impulsar la creació de la sèrie BioShock, és conegut per la seva feina en Thief: The Dark Project i System Shock 2. Les seves obres exploren temes de steampunk i ciència-ficció.